# Funhouse (album)
Funhouse is het vijfde album van P!nk. Het album stond in november 2008 op nummer 1 in de Nederlandse Album top 100.

## Tracklist
1. So What - Main Version (3:35)
2. Sober - Main Version (4:11)
3. I Don't Believe You - Main Version (4:35)
4. One Foot Wrong - Main Version (3:23)
5. Please Don't Leave Me - Main Version (3:51)
6. Bad Influence - Main Version (3:35)
7. Funhouse - Main Version (3:25)
8. Crystal Ball - Main Version (3:26)
9. Mean - Main Version (4:17)
10. It's All Your Fault - Main Version (3:52)
11. Ave Mary A - Main Version (3:14)
12. Glitter In The Air - Main Version (3:47)
13. This Is How It Goes Down - Main Version (3:17)

### Singles met een hitnotering in Nederland/Vlaanderen
| Single met eventuele hitnotering(en) in de Nederlandse Top 40 | Datum van verschijnen | Datum van binnenkomst | Hoogste positie | Aantal weken | Opmerkingen                            |
| ------------------------------------------------------------- | --------------------- | --------------------- | --------------- | ------------ | -------------------------------------- |
| So what                                                       | 2008                  | 13-09-2008            | 4               | 20           | #10 in de Single Top 100 / Alarmschijf |
| Sober                                                         | 2008                  | 27-12-2008            | 3               | 17           | #23 in de Single Top 100 / Alarmschijf |
| Please don't leave me                                         | 2009                  | 18-04-2009            | 19              | 10           | #48 in de Single Top 100 / Alarmschijf |
| Funhouse                                                      | 2009                  | 08-08-2009            | 14              | 9            | #54 in de Single Top 100               |
| I don't believe you                                           | 2009                  | 19-12-2009            | 23              | 8            | #70 in de Single Top 100               |
| Bad influence                                                 | 2011                  | 23-04-2011            | 13              | 12           | #88 in de Single Top 100 / Alarmschijf |

| Single met hitnotering(en) in de Vlaamse Ultratop 50 | Datum van verschijnen | Datum van binnenkomst | Hoogste positie | Aantal weken | Opmerkingen |
| ---------------------------------------------------- | --------------------- | --------------------- | --------------- | ------------ | ----------- |
| So what                                              | 2008                  | 20-09-2008            | 4               | 22           |             |
| Sober                                                | 2009                  | 07-02-2009            | 10              | 12           |             |
| Please don't leave me                                | 2009                  | 27-06-2009            | 31              | 11           |             |
| Funhouse                                             | 2009                  | 26-09-2009            | 22              | 12           |             |
| I don't believe you                                  | 2009                  | 16-01-2010            | tip7            | -            |             |

## Hitnotering
| "Funhouse" in de Nederlandse Album Top 100 - binnen: 01-11-2008 | "Funhouse" in de Nederlandse Album Top 100 - binnen: 01-11-2008 | "Funhouse" in de Nederlandse Album Top 100 - binnen: 01-11-2008 | "Funhouse" in de Nederlandse Album Top 100 - binnen: 01-11-2008 | "Funhouse" in de Nederlandse Album Top 100 - binnen: 01-11-2008 | "Funhouse" in de Nederlandse Album Top 100 - binnen: 01-11-2008 | "Funhouse" in de Nederlandse Album Top 100 - binnen: 01-11-2008 | "Funhouse" in de Nederlandse Album Top 100 - binnen: 01-11-2008 | "Funhouse" in de Nederlandse Album Top 100 - binnen: 01-11-2008 | "Funhouse" in de Nederlandse Album Top 100 - binnen: 01-11-2008 | "Funhouse" in de Nederlandse Album Top 100 - binnen: 01-11-2008 | "Funhouse" in de Nederlandse Album Top 100 - binnen: 01-11-2008 | "Funhouse" in de Nederlandse Album Top 100 - binnen: 01-11-2008 | "Funhouse" in de Nederlandse Album Top 100 - binnen: 01-11-2008 | "Funhouse" in de Nederlandse Album Top 100 - binnen: 01-11-2008 | "Funhouse" in de Nederlandse Album Top 100 - binnen: 01-11-2008 | "Funhouse" in de Nederlandse Album Top 100 - binnen: 01-11-2008 | "Funhouse" in de Nederlandse Album Top 100 - binnen: 01-11-2008 | "Funhouse" in de Nederlandse Album Top 100 - binnen: 01-11-2008 | "Funhouse" in de Nederlandse Album Top 100 - binnen: 01-11-2008 | "Funhouse" in de Nederlandse Album Top 100 - binnen: 01-11-2008 | "Funhouse" in de Nederlandse Album Top 100 - binnen: 01-11-2008 | "Funhouse" in de Nederlandse Album Top 100 - binnen: 01-11-2008 | "Funhouse" in de Nederlandse Album Top 100 - binnen: 01-11-2008 | "Funhouse" in de Nederlandse Album Top 100 - binnen: 01-11-2008 | "Funhouse" in de Nederlandse Album Top 100 - binnen: 01-11-2008 |
| Week                                                            | 01                                                              | 02                                                              | 03                                                              | 04                                                              | 05                                                              | 06                                                              | 07                                                              | 08                                                              | 09                                                              | 10                                                              | 11                                                              | 12                                                              | 13                                                              | 14                                                              | 15                                                              | 16                                                              | 17                                                              | 18                                                              | 19                                                              | 20                                                              | 21                                                              | 22                                                              | 23                                                              | 24                                                              | 25                                                              |
| --------------------------------------------------------------- | --------------------------------------------------------------- | --------------------------------------------------------------- | --------------------------------------------------------------- | --------------------------------------------------------------- | --------------------------------------------------------------- | --------------------------------------------------------------- | --------------------------------------------------------------- | --------------------------------------------------------------- | --------------------------------------------------------------- | --------------------------------------------------------------- | --------------------------------------------------------------- | --------------------------------------------------------------- | --------------------------------------------------------------- | --------------------------------------------------------------- | --------------------------------------------------------------- | --------------------------------------------------------------- | --------------------------------------------------------------- | --------------------------------------------------------------- | --------------------------------------------------------------- | --------------------------------------------------------------- | --------------------------------------------------------------- | --------------------------------------------------------------- | --------------------------------------------------------------- | --------------------------------------------------------------- | --------------------------------------------------------------- |
| Nummer                                                          | 1                                                               | 7                                                               | 16                                                              | 26                                                              | 27                                                              | 32                                                              | 31                                                              | 31                                                              | 29                                                              | 29                                                              | 20                                                              | 16                                                              | 11                                                              | 13                                                              | 13                                                              | 12                                                              | 16                                                              | 18                                                              | 8                                                               | 19                                                              | 31                                                              | 26                                                              | 42                                                              | 33                                                              | 19                                                              |
| Week                                                            | 26                                                              | 27                                                              | 28                                                              | 29                                                              | 30                                                              | 31                                                              | 32                                                              | 33                                                              | 34                                                              | 35                                                              | 36                                                              | 37                                                              | 38                                                              | 39                                                              | 40                                                              | 41                                                              | 42                                                              | 43                                                              | 44                                                              | 45                                                              | 46                                                              | 47                                                              | 48                                                              | 49                                                              | 50                                                              |
| Nummer                                                          | 22                                                              | 23                                                              | 26                                                              | 28                                                              | 37                                                              | 39                                                              | 42                                                              | 40                                                              | 39                                                              | 34                                                              | 32                                                              | 32                                                              | 36                                                              | 27                                                              | 24                                                              | 23                                                              | 20                                                              | 17                                                              | 20                                                              | 20                                                              | 25                                                              | 44                                                              | 41                                                              | 60                                                              | 55                                                              |
| Week                                                            | 51                                                              | 52                                                              | 53                                                              | 54                                                              | 55                                                              |                                                                 | 56                                                              | 57                                                              | 58                                                              |                                                                 | 59                                                              | 60                                                              | 61                                                              | 62                                                              | 63                                                              | 64                                                              |                                                                 | 65                                                              | 66                                                              | 67                                                              | 68                                                              | 69                                                              | 70                                                              |                                                                 |                                                                 |
| Nummer                                                          | 59                                                              | 61                                                              | 82                                                              | 88                                                              | 96                                                              | uit                                                             | 90                                                              | 98                                                              | 73                                                              | uit                                                             | 85                                                              | 66                                                              | 55                                                              | 58                                                              | 54                                                              | 61                                                              | uit                                                             | 82                                                              | 78                                                              | 69                                                              | 72                                                              | 66                                                              | 72                                                              | uit                                                             |                                                                 |